# スペックガゼル
スペックガゼル（Gazella spekei）は、ウシ科ガゼル属に分類される偶蹄類。

## 分布
ソマリア北部および中部

## 形態
体長95-115cm。尾長15-20cm。肩高50-60cm。体重15-25kg。全身は約5cmのやや長い体毛で被われる。背面は淡灰褐色、腹面は白い。体側面に黒褐色の筋模様が入る。顔の中心は灰褐色で、眼の周囲や鼻腔後部には黒い斑紋が入る。
雌雄共に扁平で、15-20個の環状隆起がある角が生える。角長15-30cm。耳介は細長く、後部が灰褐色がかった白い体毛で被われる。鼻面には膨らますことができる瘤がある。
オスは角が太くて長く（角長25-30cm）、環状の隆起がより明瞭。メスは大腿部に暗色の帯模様が入る。

## 生態
標高2,000m以下にある半砂漠地帯や藪地、ステップなどに生息する。1頭のオスと複数頭のメスからなる5-10頭の群れを形成し生活する。危険を感じると鼻の瘤を膨らませ大きな音を出す。
食性は植物食で、主に草や木の葉を食べる。
繁殖形態は胎生。妊娠期間は7か月。1回に1頭の幼獣を産む。生後1年6か月で性成熟する。

## 人間との関係
狩猟、家畜との競合などにより生息数が減少しているうえに、内戦による絶滅が懸念されている。また旱魃によっても生息数が減少している。エチオピア東部では確実な発見例が1件あるが、現在も分布しているかは不明。